# Браніштя (комуна, Галац)
Браніштя (рум. Braniștea) — комуна у повіті Галац в Румунії. До складу комуни входять такі села (дані про населення за 2002 рік):
- Браніштя (2603 особи)
- Васіле-Александрі (961 особа)
- Лозова (12 осіб)
- Траян (521 особа)

Комуна розташована на відстані 176 км на північний схід від Бухареста, 15 км на захід від Галаца.

## Населення
За даними перепису населення 2002 року у комуні проживали 4097 осіб. Усі жителі комуни рідною мовою назвали румунську.
Національний склад населення комуни:
| Національність | Кількість осіб | Відсоток |
| -------------- | -------------- | -------- |
| румуни         | 4096           | > 99,9%  |
| угорці         | 1              | < 0,1%   |

Склад населення комуни за віросповіданням:
| Релігія       | Кількість осіб | Відсоток |
| ------------- | -------------- | -------- |
| православні   | 4049           | 98,8%    |
| п'ятдесятники | 39             | 1,0%     |
| адвентисти    | 4              | 0,1%     |
| бретрени      | 2              | < 0,1%   |
| римо-католики | 1              | < 0,1%   |

## Зовнішні посилання
- Дані про комуну Браніштя на сайті Ghidul Primăriilor [Архівовано 15 травня 2012 у Wayback Machine.]